# مجید وارث
مجید وارث گزارشگر ورزشی و بنیان‌گذار برنامه ورزش و مردم است.

## فعالیت‌ها در ایران
مجید وارث فعالیت خود را از سال ۱۳۵۳ در تلویزیون ملی ایران آغاز کرد و بیشتر به گزارش مسابقات کشتی و فوتبال می‌پرداخت.
وارث یکی از گزارشگران اصلی بازی‌های آسیایی ۱۹۷۴ تهران بوده‌است. پس از انقلاب نیز رویدادهای مهم دیگری از جمله بازی‌های فوتبال جام ملت‌های آسیا در سال ۱۹۸۰، مسابقات کشتی قهرمانی جهان اسکوپیه در سال ۱۹۸۱، جام جهانی فوتبال ۱۹۸۲ اسپانیا و بازی‌های آسیایی ۱۹۸۲ دهلی نو را گزارش کرده‌است. آخرین رویداد بین‌المللی که وی پیش از مهاجرت به استرالیا گزارش کرد، فوتبال جام ملت‌های آسیا ۱۹۸۴ سنگاپور بود. وی پس از مهاجرت در واپسین همکاری خود با صدا و سیما، گزارش زنده رادیویی مسابقه استرالیا - ایران و برخی از مسابقات ورزشکاران ایرانی در المپیک سیدنی را انجام داد.
پس از انقلاب به ابتکار مجید وارث، برنامه ورزشی ورزش و مردم در شبکه یک پایه‌گذاری شد. این برنامه تا سال ۱۳۶۳ با اجرای مجید وارث ادامه یافت، اما پس از آن به دلیل نگاه انتقادی وارث به مدیریت ورزش وی از اجرای این برنامه منع شد و جای خود را به بهرام شفیع داد. به عقیده بسیاری از علاقه‌مندان ورزش در آن دوران، بهترین دوران برنامه ورزش و مردم در سال‌های مجری گری وارث رقم خورد.
پس از کنار گذاشته شدن از برنامه ورزش و مردم، وارث فعالیت گزارشگری خود را ادامه داد و همچنان فعال بود؛ اما در سال ۱۳۶۴ در یکی از مسابقات باشگاه‌های تهران زمانی که در دهه ۶۰ (خورشیدی)، یک بار در حین بازی توپ شوت می‌شود وسط تماشاچی‌ها و تماشاچی‌ها توپ را برنمی گردانند، مجید وارث در هنگام گزارش گفت: «بله، حالا توپ رو ملّاخور می کنن»، همین جمله در شرایط آن روز ایران کافی بود تا وی مجبور شود برای همیشه از گزارشگری در ایران کناره‌گیری کند.

## فیلم‌سازی
مجید وارث پس از مهاجرت به استرالیا تحصیلات خود را در رشته فیلم‌سازی ادامه داد. وی در بحبوحه مسابقات مقدماتی جام جهانی ۱۹۹۸ به ایران بازگشت و مستندی به نام «گزارشگر» را ساخت که به حواشی صعود تیم ملی ایران به جام جهانی و حضورش در این رویداد می‌پرداخت. وارث در این مستند از طریق گفتگو با مربیان و بازیکنان تیم ملی مشکلات آنها را بیان کرد. این فیلم در سال ۲۰۰۲ توانست جایزه فستیوال فیلم‌های ورزشی را در ایتالیا دریافت کند
در مقطع جام جهانی ۲۰۰۶ آلمان و حضور تیم ایران در این رقابت‌ها نیز مجید وارث فیلمی به نام «ما همه ایرانی هستیم» را ساخت که هدف اصلی این فیلم پرداختن به محرومیت بانوان فوتبالدوست ایران از حضور در ورزشگاه‌ها بود.

## برنامه گزارش‌گر
مجید وارث از خرداد ۱۳۸۹ فعالیت رسانه‌ای خود را این بار در خارج از کشور از سر گرفت و برنامه‌ای به نام گزارش‌گر را در تلویزیون پارس به روی آنتن برد. وارث در این برنامه به رویدادهای ورزش ایران بیشتر از دیدگاه سیاسی-اجتماعی می‌پردازد و نگاهی انتقادی به عملکرد گویندگان صدا و سیما دارد که از نظر وی استاد تملق و تعریف و تمجید از قدرت و بزرگ جلوه دادن مسائل سطحی و کم‌اهمیت و بی‌تفاوتی نسبت به مسائل و مشکلات پراهمیت هستند. انعکاس اخبار ورزش بانوان و حمایت از حضور بانوان ایران در استادیوم‌ها از دیگر نکات برجسته برنامه گزارشگر مجید وارث است.
اکنون این برنامه تحت عنوان «دقیقه ۹۰» به‌صورت هفتگی در کانال یوتیوب شخصی او منتشر می‌شود.